# Суперлига Србије у фудбалу 2007/08.
Суперлига Србије у сезони 2007/2008. је друго такмичење организовано под овим именом од стране Фудбалског савеза Србије од оснивања лиге 2006. и то је први степен такмичења у Србији. Сезона је почела 11. августа 2007, а завршила се 25. маја 2008.
Суперлига је променила формат у овој сезони. За разлику од сезоне 2006/07. лига се више није делила на плеј-оф и плеј-аут након 22 одиграна кола. Уместо тога сваки од 12 тимова је играо по три пута са сваким, са тиме што је распоред играња у последњем трећем кругу одређиван пласманом након завршена прва два круга. Због спонзорског уговора са Меридијан банком лига се у овој, као и у претходној сезони, звала Меридијан Суперлига. Ово је међутим била последња сезона у којој је Меридијан банка имала спонзорска права на Суперлигу. Спонзорска права на Суперлигу је купила Апатинска пивара и од сезоне 2008/09. лига се зове Јелен Суперлига, по Јелен пиву које производи та фабрика.

### Састав Суперлиге Србије у сезони 2007/08
| Клуб          | Место     | Стадион                      | Капацитет |
| ------------- | --------- | ---------------------------- | --------- |
| Црвена звезда | Београд   | Стадион Црвена звезда        | 55.000    |
| Партизан      | Београд   | Стадион Партизана            | 32.710    |
| Војводина     | Нови Сад  | Стадион Карађорђе            | 20.000    |
| Банат         | Зрењанин  | Стадион у Карађорђевом парку | 18.700    |
| ФК Смедерево  | Смедерево | Стадион ФК Смедерево         | 17.200    |
| ОФК Београд   | Београд   | Омладински стадион           | 16.000    |
| Хајдук Кула   | Кула      | Стадион Хајдук               | 12.000    |
| Напредка      | Крушевац  | Стадион Младост              | 10.811    |
| Бежанија      | Београд   | Стадион Бежаније             | 9.350     |
| Младост       | Лучани    | Стадион Младост              | 8.000     |
| Борац         | Чачак     | Стадион Борца из Чачка       | 6.000     |
| ФК Чукарички  | Београд   | Стадион Чукаричког           | 6.000     |

## Табела
| Поз | Клуб           | ИГ | Д  | Н  | ИЗ | ГД | ГП | ГР  | Бод |
| --- | -------------- | -- | -- | -- | -- | -- | -- | --- | --- |
| 1   | Партизан       | 33 | 24 | 8  | 1  | 63 | 23 | +40 | 80  |
| 2   | Црвена звезда  | 33 | 21 | 12 | 0  | 65 | 22 | +43 | 75  |
| 3   | Војводина      | 33 | 18 | 8  | 7  | 53 | 33 | +20 | 62  |
| 4   | Борац Чачак    | 33 | 12 | 10 | 11 | 29 | 33 | -4  | 46  |
| 5   | Напредак       | 33 | 11 | 8  | 14 | 25 | 33 | -8  | 41  |
| 6   | Чукарички      | 33 | 10 | 10 | 13 | 31 | 32 | -1  | 40  |
| 7   | Младост Лучани | 33 | 8  | 14 | 11 | 32 | 41 | -9  | 38  |
| 8   | Хадук Кула     | 33 | 8  | 13 | 12 | 25 | 31 | -6  | 37  |
| 9   | ОФК Београд    | 33 | 9  | 9  | 15 | 31 | 45 | -14 | 36  |
| 10  | Смедерево      | 33 | 10 | 6  | 17 | 33 | 44 | -11 | 36  |
| 11  | Банат          | 33 | 6  | 10 | 17 | 34 | 57 | -23 | 28  |
| 12  | Бежанија       | 33 | 5  | 4  | 24 | 31 | 58 | -27 | 19  |

|  | УЕФА Лига шампиона Друго коло квалификација |
|  | УЕФА Куп Друго коло квалификација           |
|  | УЕФА Куп Прво коло квалификација            |
|  | УЕФА Интертото куп Друго коло               |
|  | Плеј-оф за останак                          |
|  | Директно прелази у Другу лигу               |

Поз = Позиција; ИГ = Играо утакмица; Д = Добио; Н = Нерешено; ИЗ = Изгубио; ГД = Постигао голова; ГП = Примио голова; ГР = Гол-разлика; Бод = Бодова
| Првак Суперлиге Србије у фудбалу 2007/08. |
| ----------------------------------------- |
| ФК Партизан 1. титула.                    |

## Бараж за Суперлигу Србије
Десетопласирани тим Суперлиге Србије у сезони 2007/08. (ФК Смедерево) игра против победника доигравања за Суперлигу у коме су учествовала четири тима која су заузела од трећег до шестог места у сезони 2007/08. Прве Лиге Телеком Србија.
| треће коло                                          | треће коло |
| --------------------------------------------------- | ---------- |
| 7. јун, Београд                                     |            |
| Рад                                                 | 3          |
| Смедерево                                           | 1          |
| 11. јун, Смедерево                                  |            |
| Смедерево                                           | 2          |
| Рад                                                 | 1          |
|                                                     |            |
| ФК Рад ће играти у Суперлиги Србије следеће сезоне. |            |

|  | прво коло        | прво коло |       |  | друго коло    | друго коло |  |
|  |                  |           |       |  |               |            |  |
|  | 28. мај, Борча   |           |       |  |               |            |  |
|  | БСК Борча (пен)  | 0 (4)     |       |  |               |            |  |
|  | Металац (ГМ)     | 0 (3)     |       |  |               |            |  |
|  |                  |           |       |  |               |            |  |
|  |                  |           |       |  | 1. јун, Борча |            |  |
|  |                  |           |       |  | БСК Борча     | 0 (2)      |  |
|  |                  | Рад (пен) | 0 (4) |  |               |            |  |
|  |                  |           |       |  |               |            |  |
|  |                  |           |       |  |               |            |  |
|  |                  |           |       |  |               |            |  |
|  | 28. мај, Београд |           |       |  |               |            |  |
|  | Рад (пен)        | 1 (3)     |       |  |               |            |  |
|  | Вождовац         | 1 (1)     |       |  |               |            |  |

## Промовисани тимови
Следећи тимови су  промовисани у Суперлигу Србије на крају сезоне 2007/08:
- Јавор - Првак Прве лиге
- Јагодина - Другопласирани у Првој лиги
- Рад - Победник баража против Смедерева

## Тимови који су испали
Следећи тимови су испали у Прву лигу на крају сезоне 2007/08. на основу њихових резултата:
- Бежанија - Директно иде у нижи ранг зато што је завршио сезону на 12. месту (последње место).
- Банат - Директно иде у нижи ранг зато што је завршио сезону на 11. месту.
- Смедерево - Као резултат тога што су завршили на 10. месту играли су бараж и изгубили од ФК Рада и тиме испали у нижи ранг

Међутим, следећи спекулације од 29. јуна 2008. да седмопласирани тим Суперлиге Младост из Лучана размишља да одбије понуду да се такмичи у сезони 2008/09. Суперлиге због недостатка средстава да се такмиче у елитном друштву., званична потврда њихове одлуке је стигла 2. јула 2008. У почетку се говорило о могућност да се Младост казни избацивањем два нивоа ниже у Српску лигу, али је клуб ипак на крају померен само један ниво ниже и у сезони 2008/09. такмичиће се у Првој лиги.
Одлуком Фудбалског савеза Србије тим који ће попунити место остало после повлачења Младости ће бити једанаестопласирани Банат, а не десетопласирано Смедерево. ФСС је донео ту одлуку на основу мишљења да Банат има бољу подршку спонзора и своје заједнице (Града Зрењанина) него што има Смедерево.
Одлука је изазвала доста контроверзи и протеста од званичника Смедерева који су тврдили да је њима требало бити дато право да остану у Суперлиги након повлачења Младости. Чак су покренули и званичну жалбу УЕФА-и, али је она одбијена.

## Најбољи стрелци
| Ранг | Играч              | Клуб          | Голова |
| ---- | ------------------ | ------------- | ------ |
| 1    | Ненад Јестровић    | Црвена звезда | 13     |
| 2    | Ламине Дијара      | Партизан      | 12     |
| 2    | Стеван Јоветић     | Партизан      | 12     |
| 2    | Предраг Ранђеловић | Бежанија      | 12     |
| 3    | Гојко Качар        | Војводина     | 11     |
| 4    | Ненад Милијаш      | Црвена звезда | 10     |
| 5    | Дејан Миловановић  | Црвена звезда | 9      |

## Резултати клубова Суперлиге Србије у европским такмичењима 2007/08.
| Ранг                   | Клуб                   | Држава                 | укупан рез.            | Држава                 | Клуб                   | 1. утак.               | 2. утак.               |
| Лига шампиона 2007/08. | Лига шампиона 2007/08. | Лига шампиона 2007/08. | Лига шампиона 2007/08. | Лига шампиона 2007/08. | Лига шампиона 2007/08. | Лига шампиона 2007/08. | Лига шампиона 2007/08. |
| ---------------------- | ---------------------- | ---------------------- | ---------------------- | ---------------------- | ---------------------- | ---------------------- | ---------------------- |
| Друго коло кв.         | Црвена звезда          | Србија                 | 2:2                    | Естонија               | Левадија Талин         | 1:0                    | 1:2                    |
| Треће коло кв.         | Ренџерс                | Шкотска                | 1:0                    | Србија                 | Црвена звезда          | 1:0                    | 0:0                    |
| УЕФА куп 2007/08.      |                        |                        |                        |                        |                        |                        |                        |
| Прво коло кв.          | Бежанија               | Србија                 | 2:2                    | Албанија               | Беса Каваја            | 2:2                    | 0:0                    |
|                        | Зрињски Мостар         | Босна и Херцеговина    | 1:111                  | Србија                 | Партизан               | 1:6                    | 0:5                    |
| Друго коло кв.         | Атлетико Мадрид        | Шпанија                | 5:1                    | Србија                 | Војводина              | 3:0                    | 2:1                    |
| Прво коло              | Дискоболија            | Пољска                 | 0:2                    | Србија                 | Црвена звезда          | 0:1                    | 0:1                    |
| Група Ф                | Црвена звезда          | Србија                 | 2:3                    | Њемачка                | Бајерн Минхен          | 2:3                    | -                      |
|                        | Арис Солун             | Грчка                  | 3:0                    | Србија                 | Црвена звезда          | 3:0                    | -                      |
|                        | Црвена звезда          | Србија                 | 0:1                    | Енглеска               | Болтон вондерерс       | 0:1                    | -                      |
|                        | Брага                  | Португалија            | 2:0                    | Србија                 | Црвена звезда          | 2:0                    | -                      |
| Интертото куп 2007.    |                        |                        |                        |                        |                        |                        |                        |
| Друго коло             | Марибор                | Словенија              | 2:5                    | Србија                 | Хајдук Кула            | 2:0                    | 0:5                    |
| Треће коло             | Хајдук Кула            | Србија                 | 2:4                    | Португалија            | Леирија                | 1:0                    | 1:4 (Про)              |

Про - Након продужетака
1 УЕФА је избацила Партизан из УЕФА купа те сезоне због проблема са навијачима Партизана на утакмици у Мостару, када је утакмица због тога прекинута на 10 минута. УЕФА је оптужила навијаче Партизана да су они били кривци за невоље, али је Партизану дозвољено да игра реванш утакмицу док се жалба обрађивала. Међутим, Партизанова жалба је одбијена па је Зрињски прошао у следеће коло.